# 5-乙烯基-2H-四唑
5-乙烯基-2H-四唑是一种有机化合物，化学式为C3H4N4。它可由丙烯腈和叠氮化钠在催化下反应制得。在过硫酸钾存在下，使用钴或镍电极电解，可以得到暗粉色的聚(双乙烯基四唑合钴水合物)或淡紫色的聚(双乙烯基四唑合镍水合物)。它和溴在三氯甲烷中反应，可以得到5-(1,2-二溴乙基)-2H-四唑。